# Tarquínio José Barbosa de Oliveira
Tarquínio José Barbosa de Oliveira (São José do Rio Pardo, 18 de setembro de 1915 — Ouro Preto, 26 de dezembro de 1980) foi um historiador e advogado brasileiro.

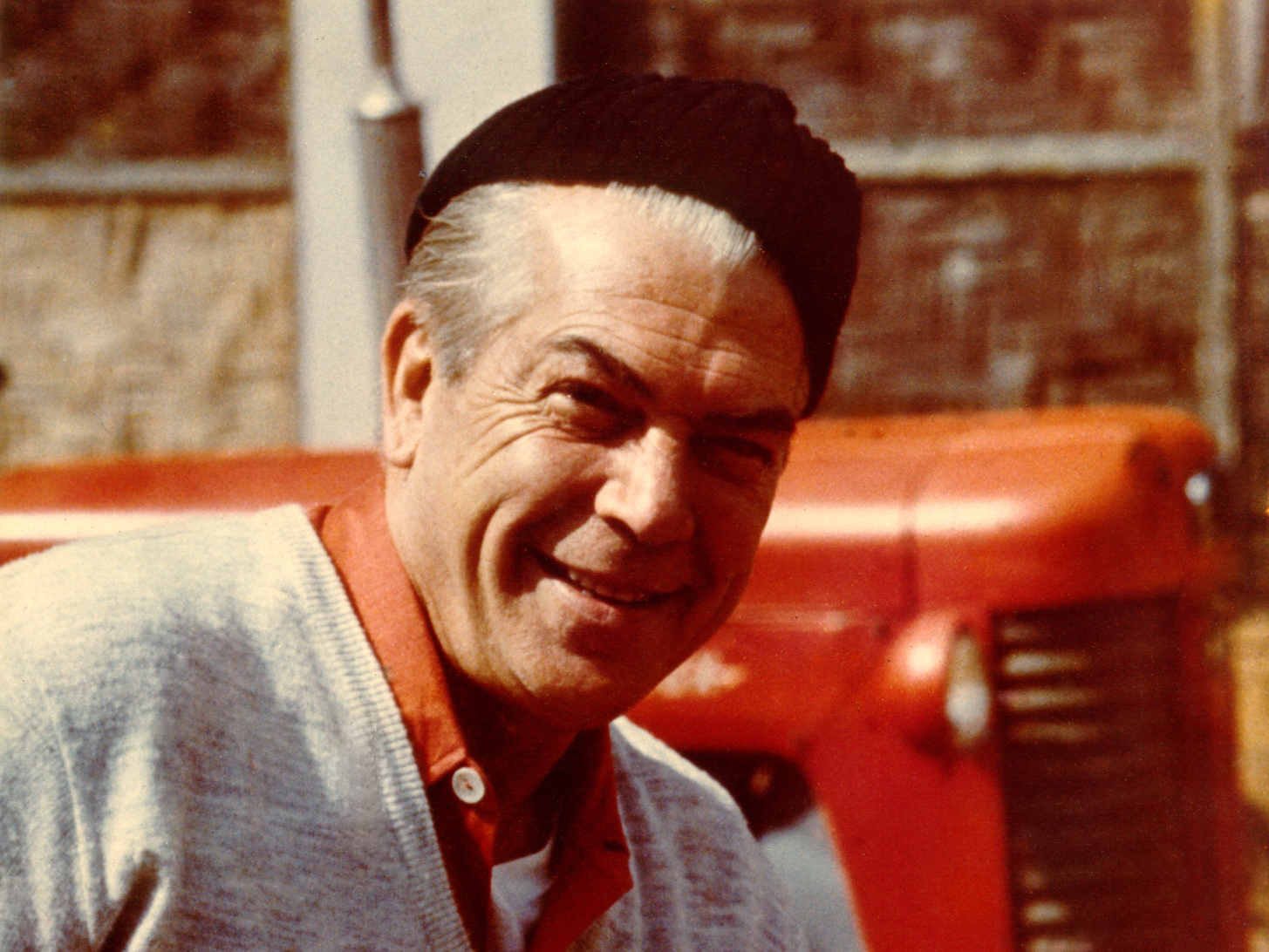
Tarqüínio José na Fazenda do Manso, Ouro Preto, MG, onde trabalhou em estudos e publicações.

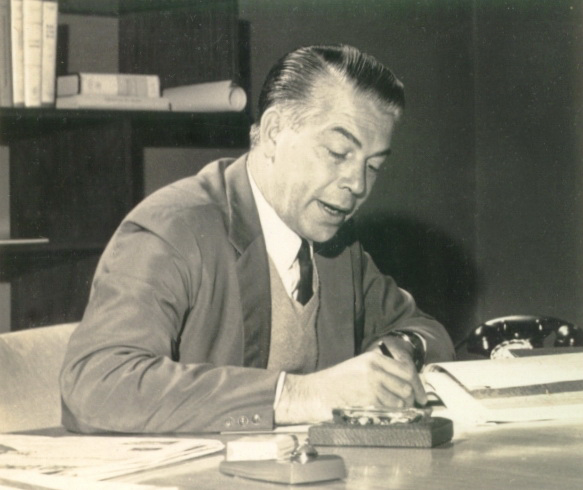
Tarqüínio José Barbosa de Oliveira, no auge da carreira na indústria farmacêutica

## Carreira
Tarquínio formou-se em Ciências Jurídicas pela Faculdade de São Paulo, além de ter realizado cursos de Paleografia, História Diplomática e Literária, Economia e Administração. Atuou na advocacia no setor farmacêutico, porém destacou-se na atividade de historiador, mudando-se para Ouro Preto, onde elaborou intensa pesquisa sobre a Inconfidência Mineira. Sua contribuição fez com que fosse eleito sócio honorário do Instituto Histórico e Geográfico Brasileiro (IHGB) em 1978. Sem dúvida, sua maior contribuição foi a 2ª edição dos Autos da Devassa da Inconfidência Mineira, de colaboração com Herculano Gomes Mathias, publicação do governo de Minas Gerais. Nenhum elogio é maior que o de Afonso Arinos de Melo Franco: “Desde muito moço leio e escrevo sobre Minas do século XVIII: por isso creio poder afirmar que nunca ninguém soube tanto sobre essa época da cultura brasileira como Tarquínio José Barbosa de Oliveira” (apud Raul Lima em artigo sobre o sócio depois de falecer, R. IHGB, v. 329, p. 255).

### Cronologia
- 1934 - 1938 — São Paulo. Curso superior na Faculdade de Direito da Universidade de São Paulo. Tarqüínio J. B. de Oliveira recebe o diploma em 05.01.1939. Em paralelo faz o curso de oficial da reserva que termina em 1939, sendo declarado aspirante. (1º lugar da arma de Cavalaria).
- 1939-1940 — Rio de Janeiro. Tarquínio J B. Oliveira trabalha no Conselho Federal do Comércio Exterior sob a direção de Raul Bopp. Cursa Paleografia, História Literária e Diplomática na Biblioteca Nacional; Economia e Administração no DASP e na Faculdade de Ciências Econômicas. Convocado para estágio no Exército, no 2º RCD, (1º lugar) é promovido a 2º tenente. Casamento com sua prima distante Margarida Maria Barboza de Oliveira.
- 1941 - 1945 — Deodoro. II Guerra Mundial. Convocado pelo Exército, cursa a Escola de Motomecanização ( 1º lugar de sua turma). Designado para o 2º RMM. sob comando do Cel. Hélio de Castro. Tendo escrito manuais de instrução para a unidade em formação, é requisitado pela Escola de Motomecanização, então sob direção do Ten. Cel. Artur da Costa e Silva. É requisitado pela Diretoria de Motomecanização, sob o comando do General Milton de Freitas Almeida, para chefiar o setor de Documentação Técnica. A pedido do 2º RMM escreve monografia histórica sobre a Unidade Nacional e Caxias, (1º lugar em concurso da ID-1).
- 1946-1958 — Rio de Janeiro. São Paulo. Terminando o conflito mundial, Tarquínio J. B. de Oliveira pede reversão à reserva (1º Tenente). Ingressa no Laboratório Torres S.A. como assessor do Diretor-Presidente. Colabora na fundação da Associação Brasileira de Indústria Farmacêutica. É eleito diretor e depois presidente do Sindicato da Indústria de Produtos Farmacêuticos do Estado de São Paulo, e diretor da FLESP e do CIESP. Colabora na fundação do Laboratório Central de Controle de Drogas, Medicamentos e Alimentos do Ministério da Saúde, hoje incorporado ao Fundação Oswaldo Cruz.
- 1959 - 1962 — São Paulo. Tarquínio J. B. de Oliveira é eleito Diretor-Superintendente do Laboratório Torres S.A. Representa o Brasil como membro da Delegação do Congresso de Farmácia e Bioquímica de Washington. Colabora na fundação da Federação Latino-Americana das Indústrias Químicas e Farmacêuticas, em Bogotá, Colômbia. Colabora na fundação do Conselho Federal de Farmácia, elaborando seus estatutos básicos, assim como monografia sobre a reforma do ensino superior de Farmácia e Bioquímica e legislação farmacêutica.
- 1963 — Ministra cursos de economia e administração farmacêuticas em várias Universidades. Recebe o título de Doutor Honoris Causa pela Faculdade de Farmácia e Bioquímica da Universidade do Rio Grande do Sul. Deixa o Laboratório Torres S.A., vendido à organização Silva Araújo Roussel.

Com a inflação e o controle de preços dos remédios, a Indústria Farmacêutica Brasileira sofre “redução da rentabilidade na venda de alguns medicamentos, algumas empresas decidiram suspender a produção”. Em poucos anos, todos os laboratórios foram comprados por multinacionais. “No final da década de 60 eram produzidos no país 98% dos medicamentos prescritos pelos médicos, basicamente pelas empresas multinacionais aqui instaladas. O governo vivia na dubiedade entre o discurso nacionalista e a convivência com as empresas multinacionais”
Uma nova fase da vida de Tarquínio se inicia e seria fora da indústria farmacêutica.
- 1963 - 1971 Tarquínio J. B. de Oliveira é eleito Diretor-Presidente da Nora Industrial e Participações S.A.; Diretor-Presidente da Clorotécnica S.A.; Conselheiro da Carbocloro S.A. e da Companhia Química do Recôncavo. Diretor-Presidente da Henrique Lage Comércio e Indústria S.A., cuja união com Nora S.A. resultou na formação da NORA-LAGE S.A., sendo sucedido na presidência pelo Gen. A. C. Silva Muricy.
- 1963-1971 Passa a Conselheiro de NORA-LAGE S.A., deixando os cargos de Diretoria. Idem das subsidiárias ou associadas. Seus estudos históricos e literários, que desde há 20 anos vem realizando, abrangem desde o bandeirismo paulista até a Inconfidência Mineira.

- 1973 Out. — Aposentadoria nas atividades industriais e econômicas. Adquire em Ouro Preto a Fazenda São José do Manso, para aonde se muda e segue sua produção como historiador. A fazenda hoje é tombada pelo IEPH-MG , página 93 do segundo volume do Guia de Bens Tombados do Instituto Estadual do Patrimônio Histórico e Artístico Estadual de Minas Gerais.[5] Hoje a fazenda faz parte do Parque Estadual do Itacolomi.
- Membro do Conselho Curador do Instituto Estadual do Patrimônio Histórico e Artistico de Minas Gerais (JHPHA - MG)
- 1974 — Idealizador e Consultor Cultural da CECO (Centros de Estudos do Ciclo do Ouro) - Casa dos Contos,[6] do M. da Fazenda, através da ESAF (Escola de Administração Fazendária).
- 1978 — Foi eleito sócio honorário do IHGB, tendo tomado posse com uma conferência sobre “Secretismo e Inconfidência” (que foi publicada na v. 324 de nossa Revista).
- Arquivo Público Mineiro.  Setor de Processamento Técnico
- 1980 — Morre vitima de câncer do pulmão causado pelo tabagismo, hábito comum na época.

O acervo de Tarqüinio José se encontra hoje confiado ao no Arquivo Público Mineiro.

### Trabalhos publicados
1. A Unidade Nacional e Caxias - Monografia histórica - Rio, 1943.
2. Curso de Economia e Administracão Farmacêutica (ABPF, São Paulo, 1963).
3. Conferências e Monografias (1947 à 1971)
4. Autoridades da Coroa em Minas Colonial - in - Catálogo das Códices - Coleção ( Casa dos Contos - APM - Rio, l 973
5. Cartas Chilenas - Fontes Textuais. São Paulo, 1972.
6. Um Homem chamado Tiradentes - 2 monólogos teatrais a serem recitados nesta data no 38º aniversário do Grêmio Tristão de Athaíde por Silvério Chaves,1976.
7. Balada a Ouro Preto, poema em 9 cantos para comemorar o 278º aniversário de Ouro Preto, 1976.
8. Poesia e Morte em Vila Rica. Rio, 1974.
9. Um Banqueiro na Inconfidência - Ensaio biográfico, sobre João Roiz de Macedo, 1979.[8]
10. Correspondência Ativa de João Roiz de Macedo, vol 1 e 2, 1979.[9]
11. Erário Régio de Francisco A. Rebelo - 1767 - Análise e Organização, 1976.[10]
12. Uma Experiência em Arquivologia: A Casa dos Contos, 1978.[11]
13. A Música em Vila Rica, 1979.
14. Ensaios da Casa dos Contos, 1979.[12]
15. Vila Rica - Vereanças (Discursos, ensaios, conferências), 197?.[13]
16. Revisor e anotador da 2ª edição dos Autos da Devassa da Inconfidência Mineira, tendo publicado os volumes 1, 2, 8 e 9 e deixando no prelo o volume 3 e preparado pelo meio o volume 4, além do plano para publicação dos volumes restantes.[14]

#### Livros e folhetos existentes noArquivo Público Mineiro
- Um Banqueiro na Inconfidência, ensaio biográfico, sobre João Roiz de Macedo, 1979.
- Cartas Chilenas - Fontes Textuais, São Paulo, 1972.
- Correspondência Ativa de João Roiz de Macedo, vol 1 e 2, 1979.
- Erário Rémo de Francisco A. Rebelo - 1767 - Análise e Organização. 1976.
- Uma Experiência em Arquivologia: A Casa dos Contos, 1978
- A Música Oficial em Vila Rica, (Este trabalho, mimeografado, não tem data. Há uma dedicatória na primeira página com data de 23.01.79).